# Olli-Pekka Laine

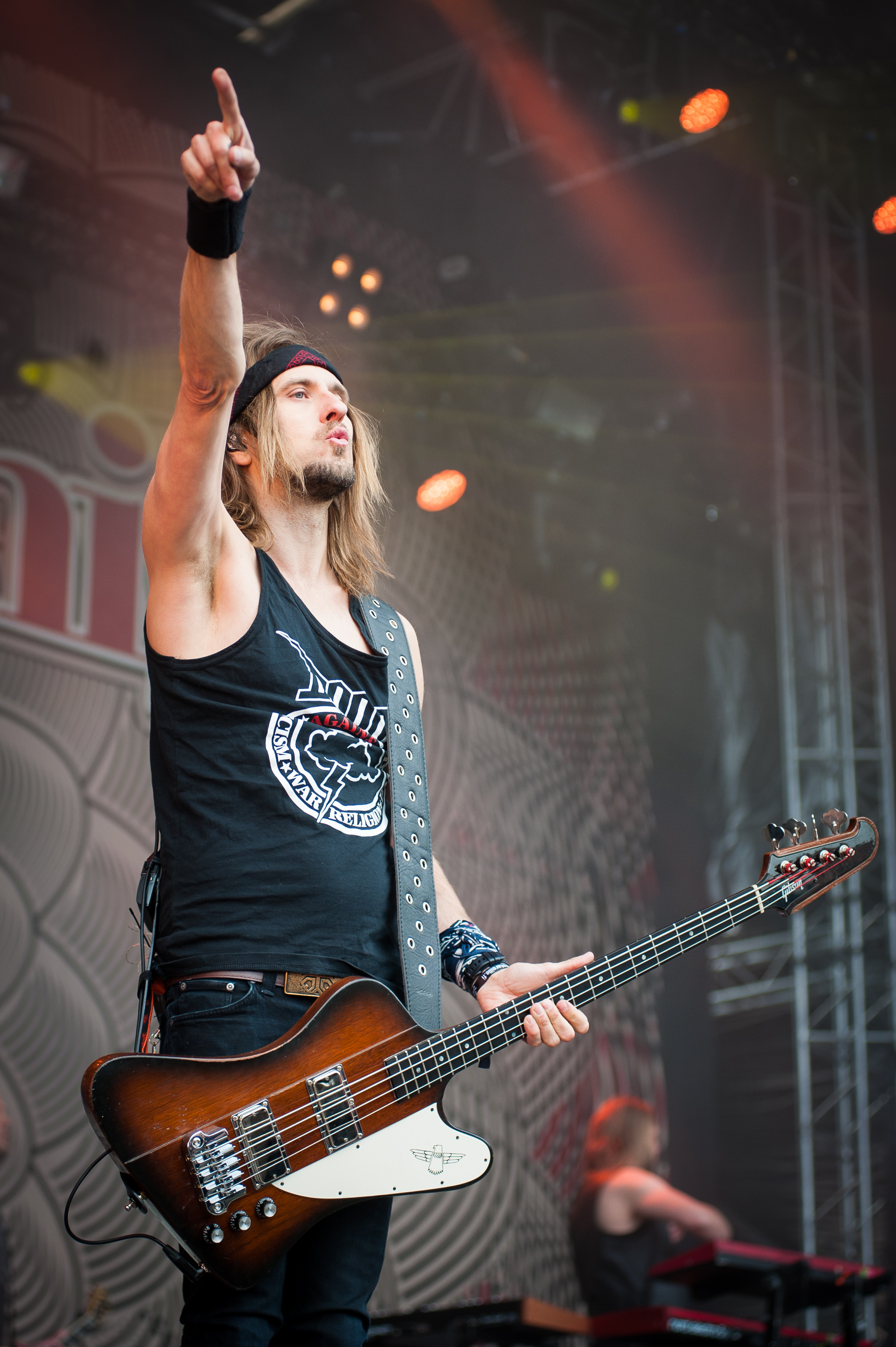
Olli-Pekka Laine (2018)

Olli-Pekka Laine, häufig Oppu (* 1973) ist ein finnischer Metal-Bassist.
Laine war 1990 Gründungsmitglied von Amorphis und nahm mit der Band vier Alben auf, bevor er sie im Frühjahr 2000 verließ. Als Grund wurden musikalische Differenzen genannt, außerdem wollte Laine sich auf seine Familie konzentrieren. Bereits Ende 1999 gründete er die Stoner-Rock-Band Mannhai, 2001 wurde er Mitglied bei Sininen Hevonen. 2003 war Laine Gründungsmitglied der finnischen Death-Metal-Supergroup Chaosbreed, in der auch der ehemalige Amorphis-Kollege Esa Holopainen bis 2005 spielte. 2007 war er Gründungsmitglied von Barren Earth und ist seitdem dort aktiv.
Seit 2017 ist Laine wieder bei Amorphis aktiv.